# Małgorzata Jaworska (operator dźwięku)
Małgorzata Jaworska (ur. 20 października 1937 w Warszawie) – polska reżyserka dźwięku i konsultant muzyczny.
Ukończyła studia na Wydziale Reżyserii Dźwięku Państwowej Wyższej Szkoły Muzycznej w Warszawie. Jako samodzielny operator dźwięku zadebiutowała w filmie Janusza Nasfetera pt.  Niekochana (1965).
Pracowała przy dźwięku do blisko 190 filmów fabularnych i dokumentalnych, a także spektakli Teatru TV. Współpracowała z najwybitniejszymi polskimi reżyserami, między innymi przy takich filmach jak : Człowiek z marmuru (1976), Krótki film o zabijaniu (1987), Cwał (1995), Europa, Europa (1990), 89 mm od Europy (1993).
Małgorzata Jaworska otrzymała w 2009 roku Nagrodę Stowarzyszenia Filmowców Polskich za wybitne osiągnięcia.